# Самотният скиор
„Самотният скиор“ е роман в жанра трилър на британския писател Хамънд Инис. Действието се развива след Втората световна война в италианския зимен курорт Кортина д'Ампецо. Няколко души устремено търсят голямо количество злато, заровено от германски офицер от СС.
През 1948 г., една година след издаването на романа, е създаден филм по него. Режисьор е шотландецът Дейвид Макдоналд.